# (5861) Glynjones
(5861) Glynjones (1982 RW) – planetoida z pasa głównego asteroid okrążająca Słońce w ciągu 3,32 lat w średniej odległości 2,22 j.a. Odkryta 15 września 1982 roku.